# Персірлани
Персірла́ни (рос. Персирланы, чув. Пĕрçырлан) — присілок у Чувашії Російської Федерації, центр Персірланського сільського поселення Ядринського району.
Населення — 297 осіб (2010; 333 в 2002, 495 в 1979, 631 в 1939, 595 в 1926, 485 в 1897, 308 в 1858).

## Історія
Засновано у кінці 18 століття як виселок села Богородське (Балдаєво). До 1866 року селяни мали статус державних, займались землеробством, тваринництвом. У 1920-ті роки діяло 3 вітряки, працювали різні майстерні, 1898 року відкрито школу Міністерства народної просвіти, у 1920-ті роки — початкова школа. 1930 року утворено колгосп «Селянин». До 1927 року присілок входив до складу Балдаєвської волості Ядринського повіту, з переходом на райони 1927 року — у складі Ядринського району.

## Господарство
У присілку працюють школа, фельдшерсько-акушерський пункт, клуб, бібліотека, музей, спортивний майданчик, пошта, магазин, їдальня.